# Xã Na-Au-Say, Quận Kendall, Illinois
Xã Na-Au-Say (tiếng Anh: Na-Au-Say Township) là một xã thuộc quận Kendall, tiểu bang Illinois, Hoa Kỳ. Năm 2010, dân số của xã này là 8.145 người.